# 이솝 (브랜드)

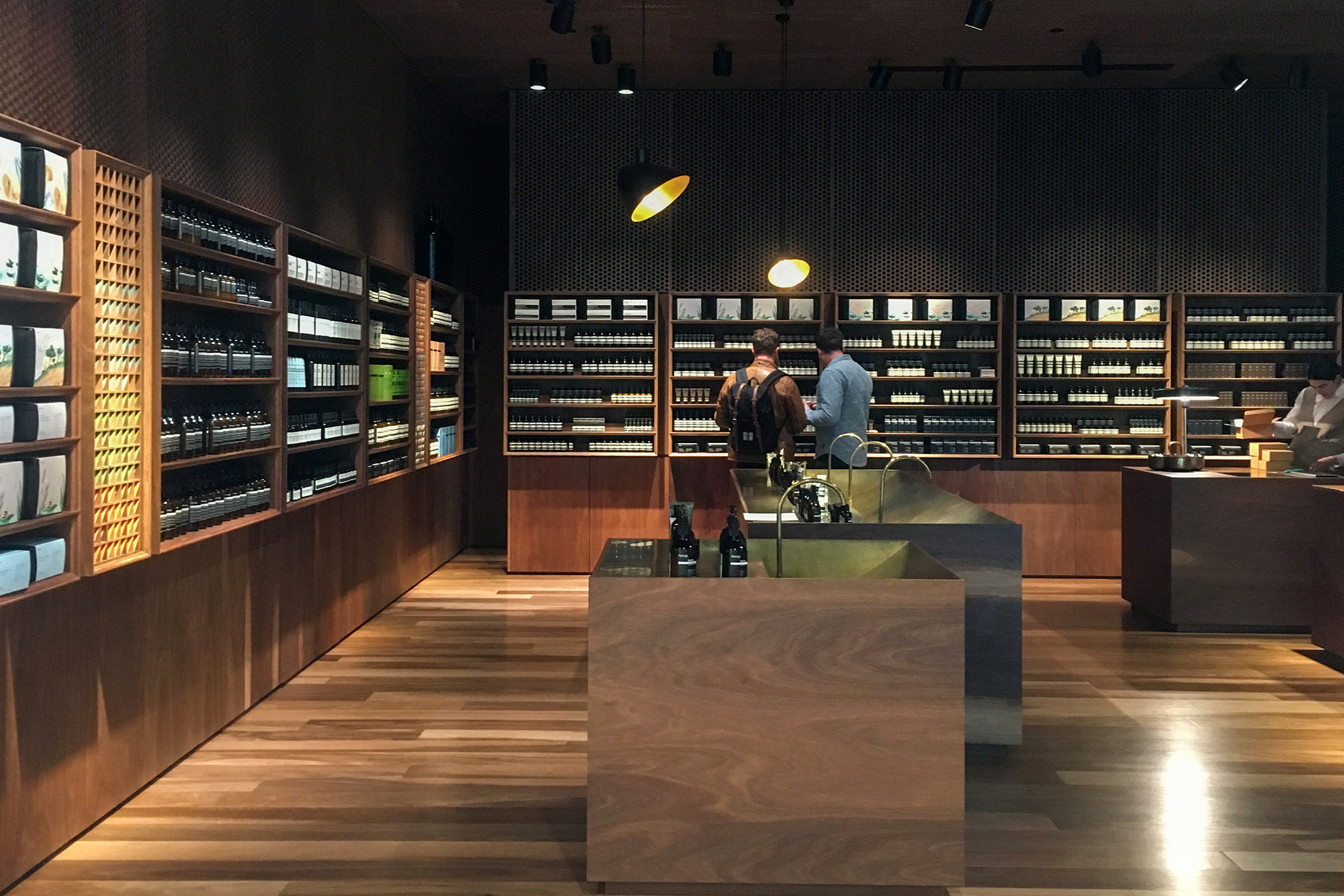
호주 엠포리움 멜버른(Emporium Melbourne) 쇼핑몰에 위치한 이솝 매장

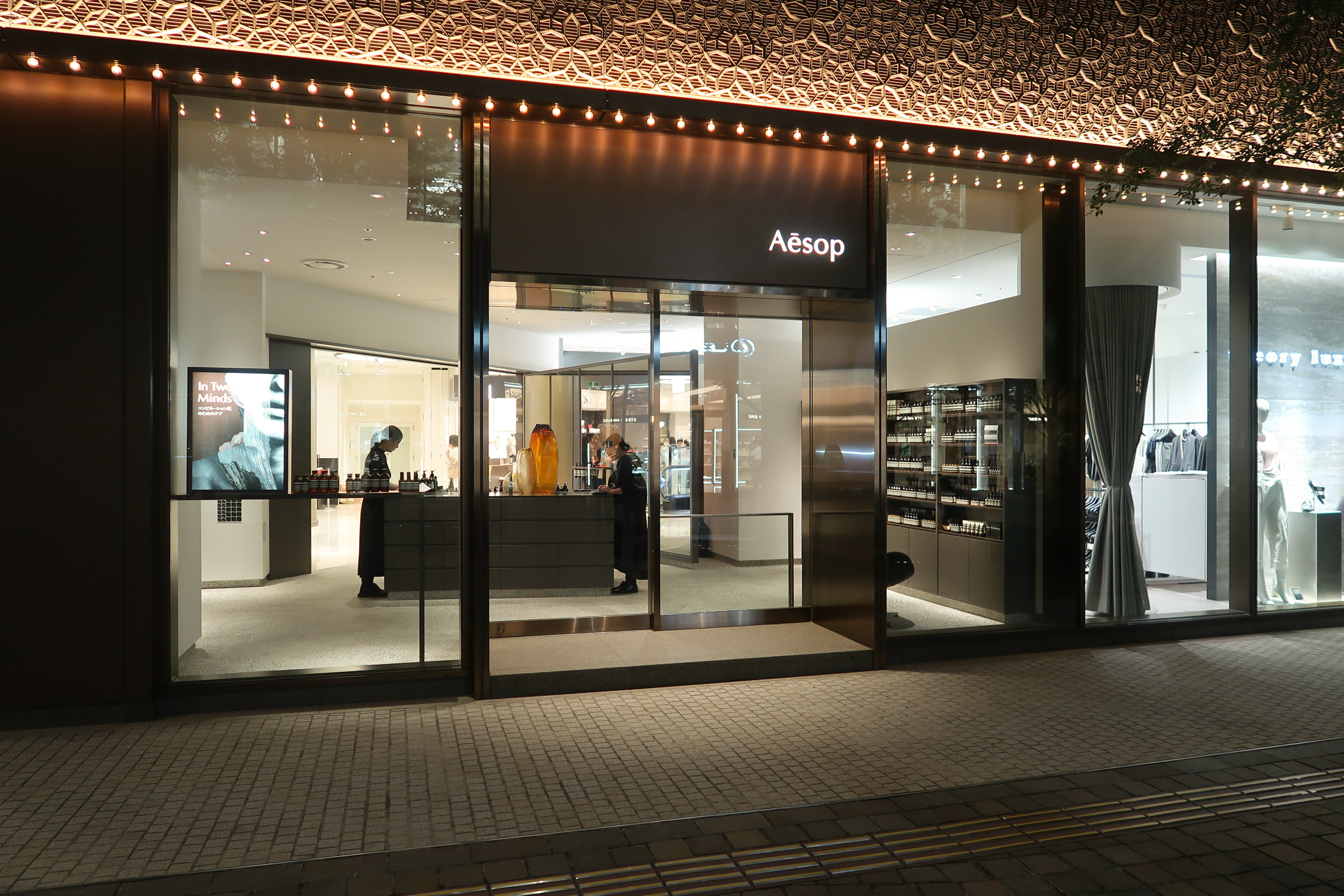
일본, 도쿄, 히비야 챈터(Hibiya Chanter) 쇼핑몰에 위치한 이솝 매장

이솝(Aēsop으로 양식화됨)은 프랑스 기업 로레알이 소유한 호주 고급 스킨케어 브랜드이다. 이솝은 스킨케어 이외에도 헤어관리제품, 비누, 향수 등을 생산한다. 각각의 이솝 매장은 다양한 건축가, 인테리어 디자이너, 아티스트가 공동으로 디자인하여 독특한 실내 디자인을 자랑한다. 2023년 현재 이솝은 28개국 110개 도시에서 300개 이상의 매장을 운영하고 있다. 각각의 이솝 매장은 고유의 분위기를 연출하고 있다. 이솝은 83개 제형의 제품과 3개의 면도 및 그루밍 제품을 생산한다. 컨셉트 스토어인 ‘시그니처 스페이스’ 와 백화점에서 이솝 브랜드를 만나 볼 수 있다.

## 마케팅
이솝은 고급 브랜딩에 대한 전략으로써 현대적인 접근 방식을 따르는 것으로 유명하다. 제품을 홍보하기 위해 전통적인 광고나 할인 판매 방법을 활용하는 것이 아니라 오히려 제품의 디자인, 매장, 이벤트, 및 소통에 대해 알리고 이야기를 나누는 것이다. 이러한 소통은 긍정적인 제품 사용 경험과 사려 깊은 언어, 현대적인 미니멀리즘의 디자인이 혼합된 형태이다.

## 연혁
이솝은 1987년 멜버른(Melbourne)의 아르마데일(Armadale)에서 헤어디자이너 데니스 파피티스(Dennis Paphitis)에 의해 설립되었다. 현 프로덕트 애드버킷인 수잔 산토스(Suzanne Santos)는 회사의 설립과 성장에 중요한 역할을 했다. 그녀는 파피티스(Paphitis)의 첫 직원이었다. 단 4개의 제품만을 출시하며 시작하였지만, 현재 이솝의 제품은 천연 성분과 연구실에서 제조된 성분이 결합된 제형을 사용한 100개 이상의 제품들로 구성되어 있다.
2010년에 하버트 오스트레일리아 사모펀드(Harbert Australia Private Equity)는 이 회사의 소수 지분을 매입했다; 이솝은 자본을 투입하여 성장 자금을 조달했다. 이솝은 2012년 12월에 브라질 직판 화장품 회사, 나투라 코스메티코스(Natura cosmeticos)에 지분 65%를 미화 7,169만 달러 (약 1억 호주달러)에 매각했다. 나투라(Natura)는 2016년 12월에 총 소유권을 획득했다. 2018년 9월 이솝은 고급 가정 용품을 출시했다.

## 매장
호주, 뉴질랜드, 캐나다, 일본, 싱가폴, 말레이시아, 대한민국, 미국, 이탈리아, 프랑스, 독일, 스위스, 러시아, 대만, 홍콩, 스웨덴, 노르웨이, 브라질, 아랍에미리트, 영국에 235개 이상의 회사 소유의 시그니쳐 매장을 운영하고 있다.
가장 큰 매장은 로스엔젤레스 다운타운에 위치한 브로드웨이 극장가(the Broadway Theater District in Downtown Los Angeles)에 있는 1,085평방 피트(약 30평) 규모의 공간으로, 벽면에는 인근 패션중심지에서 버린 패브릭 롤을 재생한 마분지 통이 붙어있다. 가게 내부의 다른 요소들 모두 재활용 종이로 만들어져 있다.

## 경영
마이클 오키프(Michael O'Keeffe)는 2003년부터 이솝의 최고경영자 자리를 맡고 있다. 이솝의 크리에이티브 디렉터는 마샤 메러디스(Marsha Meredith)이다. 키에란 리벳 (Kieran Rivett)은 2008년부터 이 회사의 글로벌 재무담당이사로 활동해 왔다.

## 같이 보기
- 딥티크
- 바이레도

## 참조
- 키엘(Kiehl's)
- 딥티크Diptyque
- 르 라보(Le Labo)
- 바이레도Byredo